# Лопушанский, Фёдор Андреевич
Фёдор Андреевич Лопушанский (укр. Федір Андрійович Лопушанський; 28 апреля 1920, Киев, Украинская ССР — 8 марта 2001, там же, Украина) — советский и украинский учёный-правовед, специалист в области криминологии. Доктор юридических наук (1981), профессор. Участник Великой Отечественной войны. Работал в Институте государства и права имени В. М. Корецкого НАН Украины, где с 1986 года занимал должность ведущего научного сотрудника. Заслуженный деятель науки и техники Украины (1995).

## Биография
Фёдор Лопушанский родился 28 апреля 1920 года в Киеве Украинской ССР. Его родителями были служащие. О первых двадцати годах жизни Фёдора Лопушанского ничего не известно. Принимал участие в боях Великой Отечественной войны, в 1943 году вследствие полученного ранения стал инвалидом II группы. За участие в войне был удостоен советских орденов Отечественной войны I степени и Красной Звезды, медали «За отвагу», а также украинского ордена «За мужество» III степени. В 1945 году Лопушанский поступил на юридический факультет Киевского государственного университета имени Т. Г. Шевченко, который окончил спустя пять лет. По окончании вуза, в 1950 году Фёдор Лопушанский начал работать в органах прокуратуры Украинской ССР. На протяжении следующих пятнадцати лет он занимал должности прокурора в следственном отделе и отделе по делам несовершеннолетних, прокурора-криминалиста и заместителя начальника следственного управления. 
В 1965 году он был приглашён на работу в Сектор государства и права АН Украинской ССР, который спустя четыре года был реорганизован в Институт. Сначала он работал в должности исполняющего обязанности научного сотрудника, а затем исполнял обязанности старшего научного сотрудника (спустя некоторое время был утверждён в этой должности в отделе уголовно-правовых и криминологических проблем. Занимался исследованием вопросов общей и специальной криминологии, среди которых были: причины и предупреждение преступности, а также личность преступника. В 1967 году Лопушанский защитил диссертацию на соискание учёной степени кандидата юридических наук по теме «Участие общественности в работе следователей по предотвращению преступности», а в 1979 году — докторскую диссертацию по теме «Теоретические проблемы профилактики преступлений, осуществляемые органами предварительного следствия». Докторская степень была присуждена ему в 1981 году. Также имел учёное звание профессора. В 1986 году был повышен до ведущего научного сотрудника Института государства и права. Занимался подготовкой учёных-правоведов, к 1998 году стал научным руководителем для девяти соискателей учёной степени кандидата наук.
Указом Президента Украины Леонида Кучмы от 7 октября 1995 года «по случаю празднования в Украине „Открытия Года Права“ и за значительные личные заслуги в укреплении законности, усовершенствование юридической практики и высокий профессионализм» был удостоен почётного звания «Заслуженный деятель науки и техники Украины». Принимал участие в написании статей для шеститомника «Юридична енциклопедія», который издавался в 1998—2004 годах. В ноябре 1998 года согласно распоряжению в связи с восьмидесятилетием Национальной академии наук Украины были назначены государственные стипендии в области науки для семнадцати выдающимся деятелям науки, среди которых был и Фёдор Андреевич. 12 января 2001 года Кучма подписал ещё одно распоряжение, согласно которому Лопушанскому, как «выдающемуся деятелю наук, который достиг семидесятилетнего возраста» была назначена пожизненная государственная стипендия. Фёдор Андреевич Лопушанский скончался 8 марта 2001 года в Киеве.